# Беловар-Златарський
46°06′ пн. ш. 15°59′ сх. д. / 46.10° пн. ш. 15.99° сх. д.
Беловар-Златарський (хорв. Belovar Zlatarski) — населений пункт у Хорватії, у Крапинсько-Загорській жупанії у складі громади Бедековчина.

## Населення
Населення за даними перепису 2011 року становило 102 осіб.
Динаміка чисельності населення поселення:

## Клімат
Середня річна температура становить 9,94 °C, середня максимальна – 23,83 °C, а середня мінімальна – -6,36 °C. Середня річна кількість опадів – 1006 мм.
| Клімат поселення                              | Клімат поселення | Клімат поселення | Клімат поселення | Клімат поселення | Клімат поселення | Клімат поселення | Клімат поселення | Клімат поселення | Клімат поселення | Клімат поселення | Клімат поселення | Клімат поселення | Клімат поселення |
| Показник                                      | Січ.             | Лют.             | Бер.             | Квіт.            | Трав.            | Черв.            | Лип.             | Серп.            | Вер.             | Жовт.            | Лист.            | Груд.            |                  |
| Середній максимум, °C                         | 5,54             | 7,61             | 11,77            | 16,08            | 20,87            | 23,83            | 23,30            | 22,79            | 18,86            | 13,81            | 8,16             | 4,58             |                  |
| Середня температура, °C                       | −0,42            | 1,65             | 5,83             | 10,13            | 14,93            | 17,90            | 19,58            | 19,09            | 15,14            | 10,10            | 4,45             | 0,88             |                  |
| Середній мінімум, °C                          | −6,36            | −4,29            | −0,14            | 4,17             | 8,96             | 11,94            | 15,87            | 15,38            | 11,43            | 6,39             | 0,73             | −2,83            |                  |
| Норма опадів, мм                              | 50               | 52               | 69               | 75               | 87               | 116              | 97               | 99               | 97               | 97               | 96               | 71               |                  |
| Середньомісячна швидкість вітру, м/с          | 1.80             | 2.00             | 2.35             | 2.30             | 2.20             | 1.94             | 1.90             | 1.72             | 1.72             | 1.78             | 1.88             | 1.83             |                  |
| Середньомісячна сонячна радіація, кДж/м²·день | 4085             | 6814             | 10452            | 14828            | 18828            | 20638            | 21529            | 18667            | 13800            | 8618             | 4528             | 3235             |                  |
| --------------------------------------------- | ---------------- | ---------------- | ---------------- | ---------------- | ---------------- | ---------------- | ---------------- | ---------------- | ---------------- | ---------------- | ---------------- | ---------------- | ---------------- |
| Джерело:                                      |                  |                  |                  |                  |                  |                  |                  |                  |                  |                  |                  |                  |                  |